# Leptotarsus (Phymatopsis) brevirostratus
Leptotarsus (Phymatopsis) brevirostratus is een tweevleugelige uit de familie langpootmuggen (Tipulidae). De soort komt voor in het Australaziatisch gebied.